# Obesidade no Pacífico

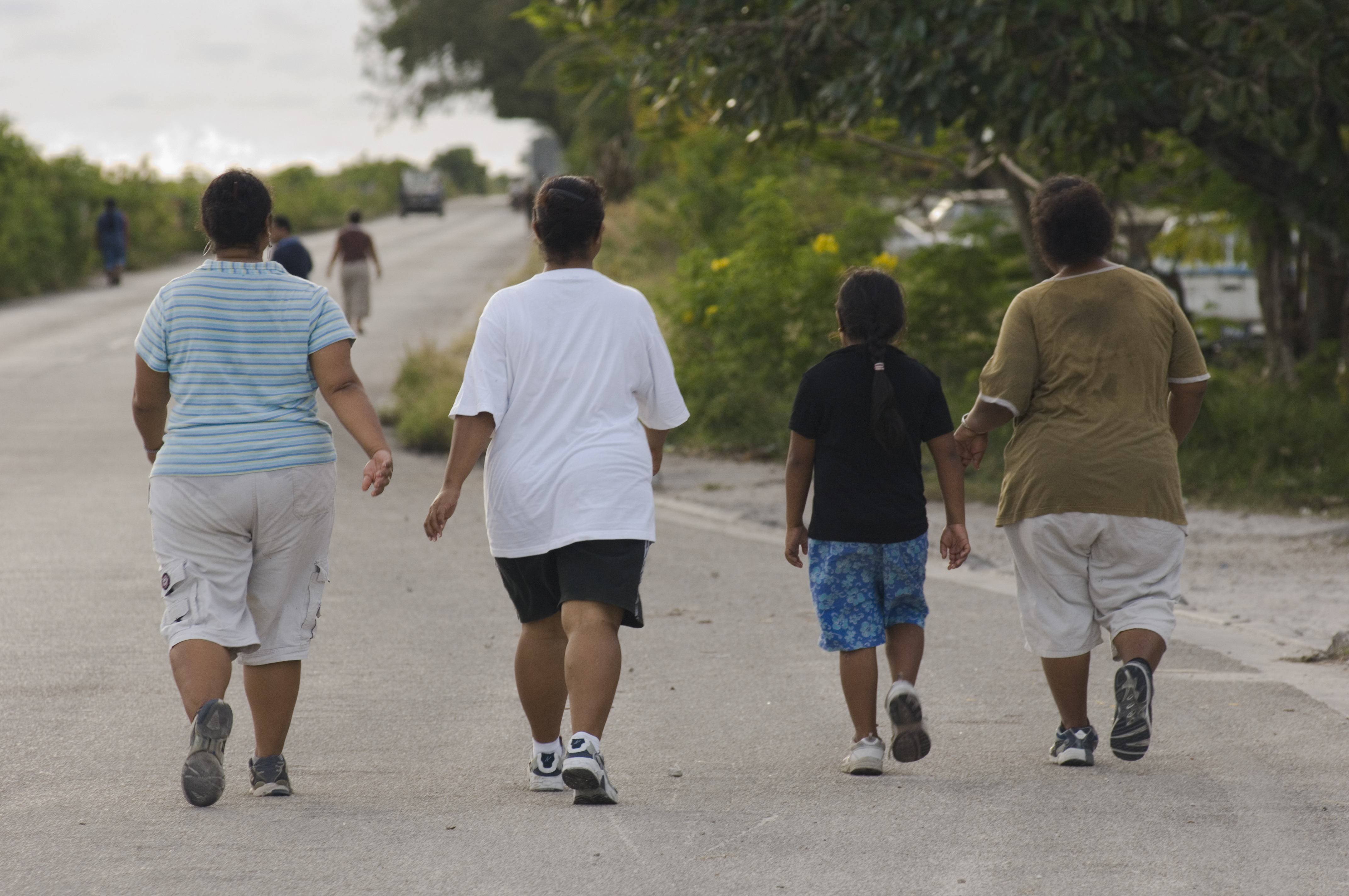
Nauranos andando no Aeroporto Internacional de Nauru.

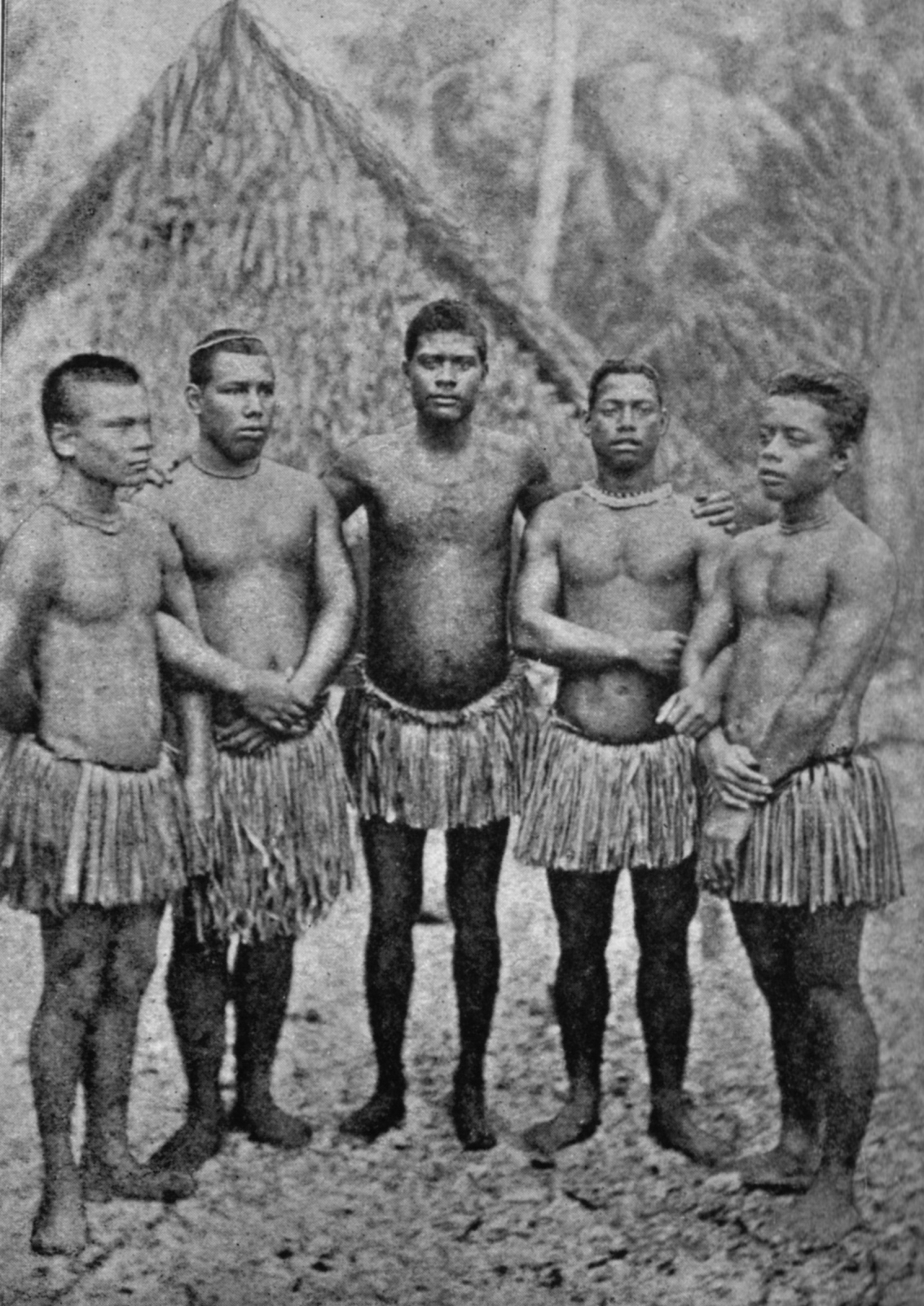
Jovens nauruanos em 1914

De acordo com a Forbes, as nações insulares do Pacífico, assim como os estados associados da região, estão no top 7 de uma lista de 2007 de países mais pesados, e oito dos dez mais pesados. Em todos eles, mais de 70% dos cidadãos com 15 anos ou mais são obesos. Um argumento atenuante é o de que o IMC utiliza medidas para avaliar a obesidade em corpos brancos, e pode precisar ser ajustado para a avaliação de obesidade em corpos polinésios, que normalmente possuem um índice maior de massa óssea e muscular do que a de caucasianos.
A obesidade nas ilhas do Pacífico é uma crescente preocupação de saúde, e as autoridades da área afirmam que essa é uma das principais causas de mortes evitáveis no Pacífico.

## Ranking de peso
| Ranking mundial | País do Pacífico                 | % de pessoas com sobrepeso (15 anos ou mais) |
| --------------- | -------------------------------- | -------------------------------------------- |
| 1.              | Nauru                            | 94.5                                         |
| 2.              | Micronésia, Estados Federados da | 91.1                                         |
| 3.              | Ilhas Cook                       | 90.9                                         |
| 4.              | Tonga                            | 90.8                                         |
| 5.              | Niue                             | 81.7                                         |
| 6.              | Samoa                            | 80.4                                         |
| 7.              | Palau                            | 78.4                                         |
| 10.             | Kiribati                         | 73,6                                         |

## Nações

### Nauru
A obesidade é vista como um sinal de riqueza em Nauru. 31% dos nauruanos são diabéticos. Esta taxa cresce para 45% entre a população entre 55-64 anos de idade.

### Tonga
A expectativa de vida em Tonga caiu para 64 anos, sendo que costumava ficar ao redor os 70 anos.  Até 40% da população tem diabetes tipo 2. O rei de Tonga, Tāufa'āhau Tupou IV, que morreu em 2006, detém o recorde mundial do Guinness por ter sido ser o monarca mais pesado da história - pesando 200kg.

### Fiji
Em Fiji, infartos costumavam ser raros em pessoas com menos de 50 anos, no entanto, médicos reportam que eles se tornaram algo comum entre os pacientes em seus 20 e 30 anos.

### Ilhas Marshall
Nas Ilhas Marshall, em 2008, havia mais de 8.000 casos de diabetes, de uma população de 53,000 habitantes.

## Causas
As razões para a obesidade nas ilhas do Pacífico são:
- Uma grande parte da dieta local é composta por alimentos processados, com muitas calorias, e importados, tais como spam ou de corned beef, ao invés de peixe fresco, frutas e legumes, em parte porque o passado de mineração reduziu a quantidade de terra arável.[10][11][12] Alimentos não saudáveis são vendidos nas ilhas do Pacífico devido à relativa pobreza da região.[13]
- Estilo de vida relativamente sedentário, inclusive entre as crianças.[14]
- Fatores culturais, incluindo:
  - Histórico de uma educação pública pobre sobre dietas, exercícios e saúde[15] (deficiências de micronutrientes também são comuns[16]);
  - Banquetes e festas continuam a ser grandes partes da vida;[17]
  - Alimentos importados tem um status social mais elevado do que os alimentos locais mais saudáveis;[15]
  - Historicamente, possuir um grande corpo é associado com riqueza, poder e beleza.[15]

Altas taxas de obesidade começam a aparecer após 15 meses do nascimento.

## Resultados
A obesidade está aumentando os níveis de doenças da região, incluindo diabetes e doenças do coração.